# Furacão Zeta
O furacão Zeta foi o sexto furacão igual ao recorde a atingir a costa dos Estados Unidos e a quinta tempestade nomeada que atingiu a Luisiana em 2020. O sistema também foi o primeiro ciclone tropical desde o furacão Sandy em 2012 para produzir acumulação de neve. A vigésima sétima tempestade nomeada e décimo primeiro furacão da excepcionalmente ativa temporada de furacões no oceano Atlântico de 2020, Zeta formou-se a partir de uma ampla área de baixa pressão que se formou no oeste do Mar do Caribe em 19 de outubro. Depois de lutar contra o vento, a baixa quase estacionária se organizou na Depressão Tropical de Vinte e Oito em 24 de outubro. O sistema se fortaleceu na tempestade tropical Zeta no início de 25 de outubro antes de se tornar um furacão no dia seguinte, pois começou a se mover para o noroeste. O furacão Zeta atingiu a península de Iucatã no final de 26 de outubro e enfraqueceu no interior por uma tempestade tropical, antes de se mudar para a costa norte da península em 27 de outubro. Depois de enfraquecer devido ao ar seco, o Zeta reorganizou-se e tornou-se um furacão novamente e, eventualmente, uma furacão categoria 2, que virou para nordeste se aproximando da Costa do Golfo dos EUA em 28 de outubro. Ele continuou a se fortalecer até atingir seu pico de intensidade de 180 km/h (110 mph) e uma pressão mínima de 970 mbar (29 inHg) quando atingiu a costa em Cocodrie, Luisiana, naquela noite. Zeta enfraqueceu gradualmente à medida que acelerou para nordeste e tornou-se pós-tropical em 29 de outubro, conforme se movia pelo centro da Virgínia. Depois de trazer neve acumulada para partes da Nova Inglaterra, o Zeta acelerou através do Atlântico norte, voltando a se intensificar em um ciclone extratropical com força de furacão ao atingir o Reino Unido em 1 e 2 de novembro.
Numerosos alertas e avisos de ciclones tropicais foram emitidos em áreas que já haviam lidado com outros ciclones tropicais durante a temporada, incluindo o furacão Delta, que percorreu uma trajetória quase idêntica três semanas antes. Estados de emergência foram emitidos em Luisiana, Mississippi e Alabama. Chuvas fortes na Jamaica causaram um deslizamento de terra que matou um homem e sua filha quando atingiu a casa de sua família em 24 de outubro. Ventos fortes e tempestades derrubaram ramos de árvores em ruas inundadas em Playa del Carmen, Quintana Roo, perto de onde Zeta atingiu o continente no México. Chuvas fortes, tempestades e ventos fortes também afetaram o sudeste dos Estados Unidos e pelo menos seis mortes foram confirmadas na região. No geral, o Zeta causou pelo menos US $ 4,41 bilhões em danos: US $ 4,4 bilhões nos EUA e US $ 13,7 milhões na Jamaica.

## História meteorológica
Às 00:00 UTC em 15 de outubro, o National Hurricane Center (NHC) passou a monitorar o sul do Mar do Caribe para o possível desenvolvimento de uma ampla área de baixa pressão sobre a região. Às 18:00 UTC em 19 de outubro, um vale de baixa pressão se formou no oeste do Caribe, mas ventos desfavoráveis de nível superior impediram o desenvolvimento. Uma avaliação das condições em 20 de outubro levou o NHC a concluir às 18:00 UTC que o sistema não teve chance de desenvolvimento. Três dias depois, no entanto, novas imagens de satélite e dados de radar mostraram que o sistema, localizado a oeste da Ilha Grand Cayman na época, estava gradualmente se tornando mais bem definido. Às 21:00 UTC em 24 de outubro, o sistema havia se organizado o suficiente para ser denominado Depressão Tropical Vinte e Oito. Às 06:00 UTC na manhã seguinte, a depressão se intensificou na tempestade tropical Zeta, a 27ª tempestade tropical ou subtropical atlântica mais antiga registrada, ultrapassando a velha marca de 29 de novembro que foi definido pelo furacão Epsilon em 2005.  Depois de permanecer quase estacionária por mais de um dia, a tempestade começou a se mover para noroeste em direção à Península de Iucatã. O Zeta logo começou a se intensificar rapidamente, chegando logo abaixo da força do furacão antes que o vento cortante novamente interrompesse sua organização convectiva. No entanto, isso acabou tendo vida curta, pois uma nova explosão de convecção permitiu que o Zeta se tornasse um furacão às 19:10 UTC em 26 de outubro. Atingiu o seu pico de intensidade inicial quando atingiu o continente ao norte de Tulum, Quintana Roo, México, às 04:00 UTC em 27 de outubro com ventos de 130 km/h (80 mph) e uma pressão 977 mbar (28.9 inHg), Inicialmente permaneceu bem organizado, embora tenha enfraquecido para uma tempestade tropical enquanto continuava sobre a Península de Iucatã. Zeta mudou-se para o mar da costa norte da península às 15:00 UTC e continuou movendo-se para noroeste.

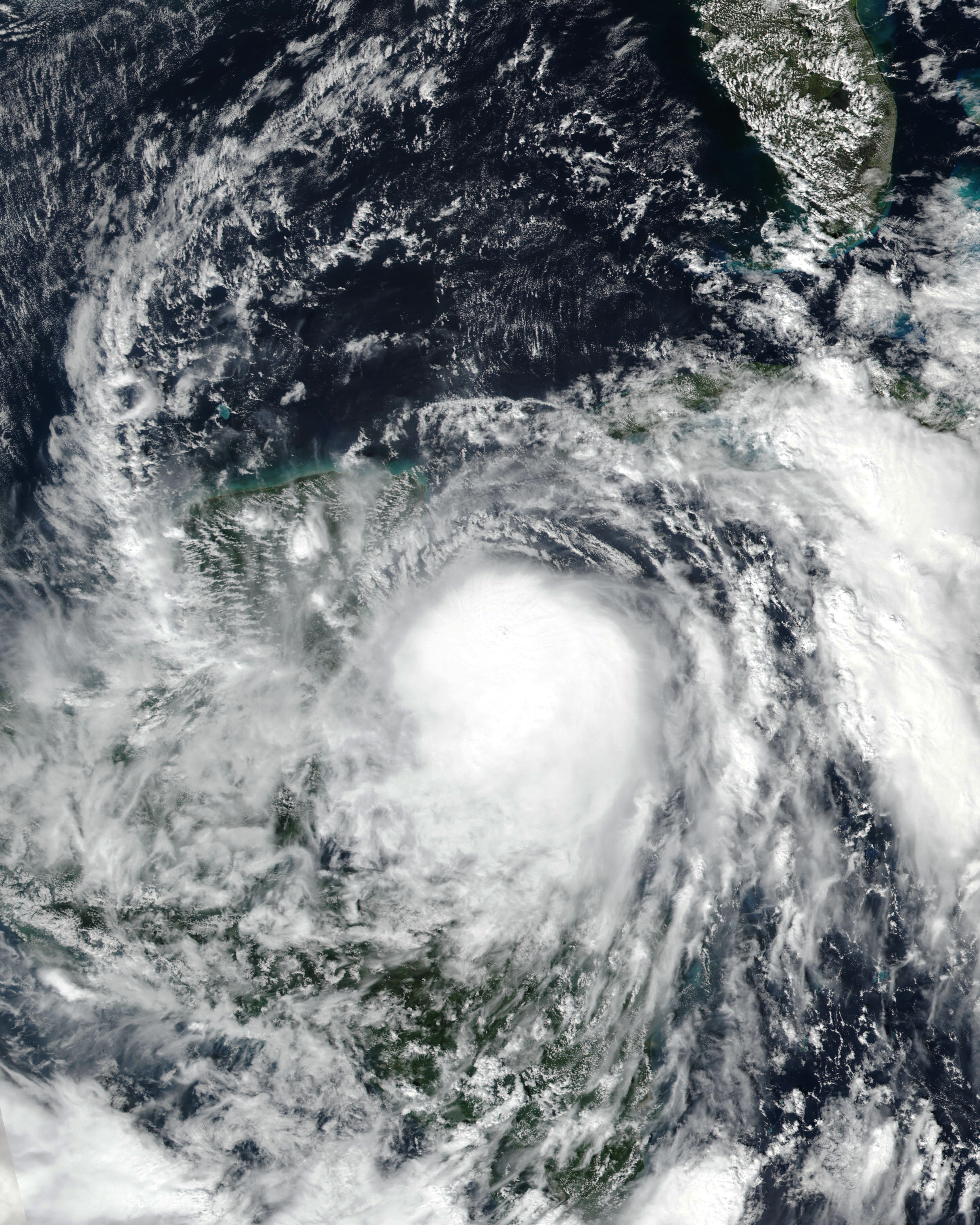
A tempestade tropical Zeta se aproxima da Península de Yucatán em 26 de outubro

O ar seco envolveu a metade norte da circulação de Zeta, deixando o centro exposto apesar de ter uma grande quantidade de fluxo em torno dele. A tempestade atingiu o ponto mais baixo em 105 km/h (65 mph) e 990 mbar (29 inHg) às 00:00 UTC em 28 de outubro; no entanto, grandes explosões de convecção já estavam se reformando no centro e um olho irregular se formou rapidamente. Às 06:00 UTC, o Zeta tornou-se um furacão novamente ao iniciar outra fase de rápida intensificação. Em seguida, começou a acelerar, virando para o nordeste por causa de uma vigorosa baixa de nível superior sobre o oeste do Texas. Tornou-se uma furacão categoria 2 às 18:00 UTC. Ele continuou a se fortalecer até atingir seu pico de intensidade de 180 km/h (110 mph) e uma pressão mínima de 970 mbar (29 inHg) quando atingiu a costa perto de Cocodrie, Luisiana, às 21:00 UTC. A tempestade começou a enfraquecer gradualmente à medida que se movia diretamente sobre Nova Orleães e acelerou para o nordeste. Nesse ponto, Zeta começou a se fundir com a grande baixa de nível superior sobre Oklahoma e enfraqueceu para a furacão categoria 1 às 01:00 UTC em 29 de outubro, embora tenha permanecido bem organizado em imagens de satélite. Zeta enfraqueceu ainda mais para uma tempestade tropical no centro do Alabama às 06:00 UTC, à medida que acelerou para nordeste, antes de fazer a transição para um ciclone pós-tropical sobre o centro da Virgínia 12 horas mais tarde. No final de 29 de outubro, os remanescentes extratropicais de Zeta moveram-se rapidamente sobre o Atlântico, trazendo neve acumulada para partes da Nova Inglaterra, e vários dias depois trouxeram tempestades terríveis para o Reino Unido.

## Preparativos
Zeta foi o terceiro ciclone tropical de outubro de 2020 a ameaçar o oeste de Cuba e a Península de Iucatã.

### Ilhas Cayman e Jamaica
Alertas de enchentes foram emitidos em partes da Jamaica e nas Ilhas Cayman, onde um alerta de pequenas embarcações também foi emitido neste último.

### Cuba
Após a formação, foi emitido um Alerta de Tempestade Tropical para a província de Pinar del Río.

### México
Em Quintana Roo, as pessoas ainda se recuperavam do furacão Delta, que atingiu a região pouco mais de uma semana antes. O governo do estado montou vários abrigos para moradores e turistas, enquanto o transporte foi suspenso.

### Estados Unidos

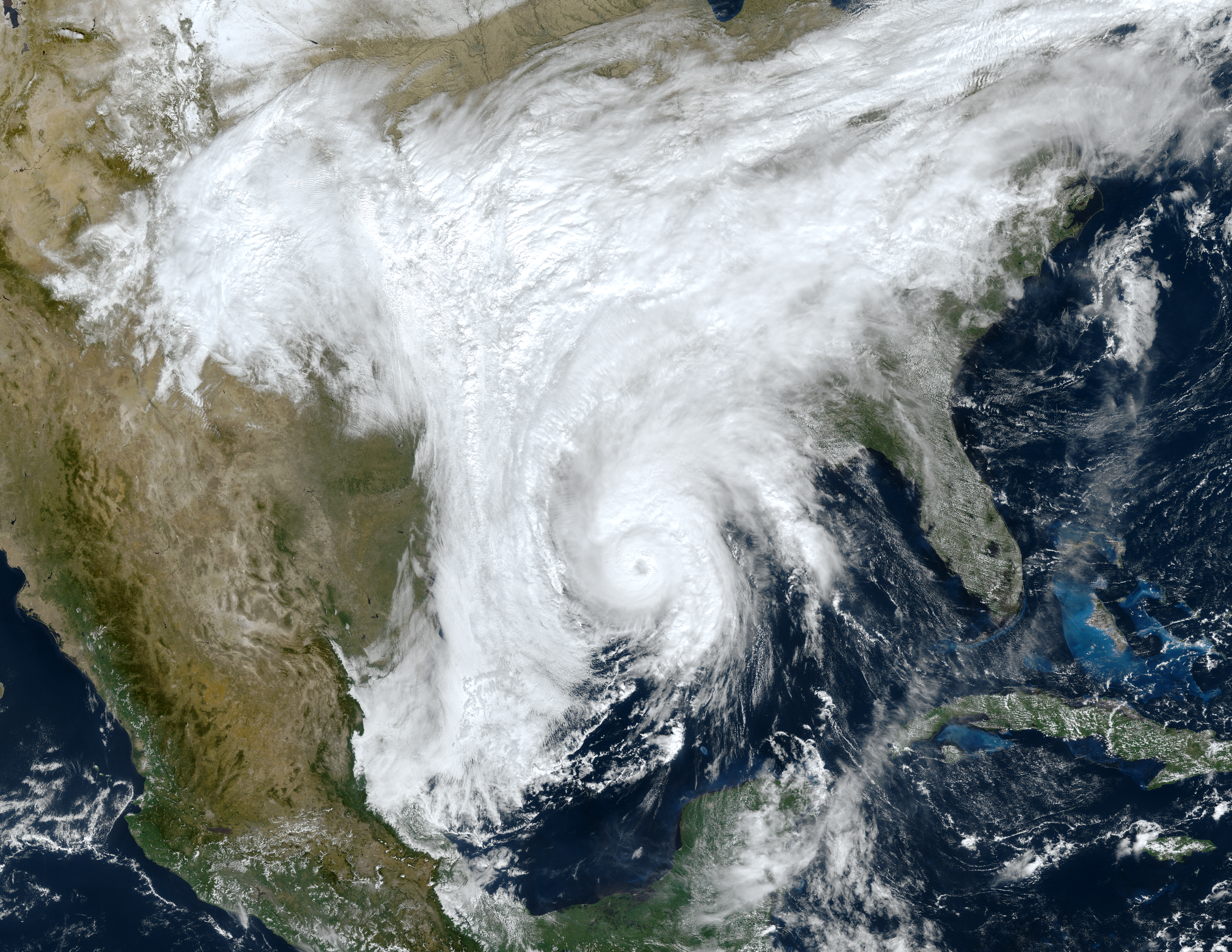
Imagens do Goes-16 do furacão Zeta e da tempestade de inverno nas planícies do sul interagindo em 28 de outubro

Alertas de furacões foram emitidos para a costa leste e central da Luisiana e para o Mississippi costeiro. Um alerta de tempestade tropical também foi emitido para áreas a leste de Intracoastal City até Morgan City, Luisiana, bem como para o litoral do Alabama. Alertas de ondas de tempestade foram emitidos para toda a área também. A parte oeste dos alertas e avisos foram cortados conforme a tempestade se aproximava e a previsão do tempo ficava mais bem estabelecida. Avisos de tempestade tropical no interior foram emitidos no extremo norte da Virgínia. Dois alertas de tornado foram finalmente emitidos para esta tempestade; eles se estendiam do sudeste da Luisiana até o sudoeste da Geórgia. Quando a tempestade começou a se fundir com uma frente fria, avisos sobre o clima de inverno foram emitidos para o interior da Nova Inglaterra com a ameaça de neve acumulada causando problemas nas estradas.

#### Luisiana
Em 26 de outubro, o governador da Luisiana, John Bel Edwards, decretou o estado de emergência para todo o estado. A cidade de Grand Isle emitiu uma evacuação obrigatória em 27 de outubro, pois uma evacuação voluntária foi ordenada para Jean Lafitte naquele mesmo dia. A Tulane University mudou as aulas para o aprendizado virtual em 28 de outubro, ao mesmo tempo que fechava os centros de saúde no campus. Cleco empregou mais de 200 novos trabalhadores para ajudar a restaurar a energia após o Zeta. Várias unidades do parque nacional foram fechadas para resistir à tempestade.

#### Mississippi
O governador do Mississippi, Tate Reeves, declarou estado de emergência antes do Zeta em 28 de outubro. Isso foi precedido pelas declarações de emergência do condado de Hattiesburg e Forrest, que foram emitidas em 27 de outubro. As escolas em Pascagoula, Gautier, Biloxi e Long Beach foram fechadas em 28 e 29 de outubro, embora as escolas em Pascagoula e Gautier só tivessem lançamentos antecipados em 28 de outubro.

#### Alabama
Em 27 de outubro, o governador do Alabama Kay Ivey emitiu um estado de emergência. A Baldwin EMC estocou suprimentos e colocou equipes extras de prontidão à frente da Zeta para ajudar a restaurar a energia em partes do estado.

#### Em outros lugares

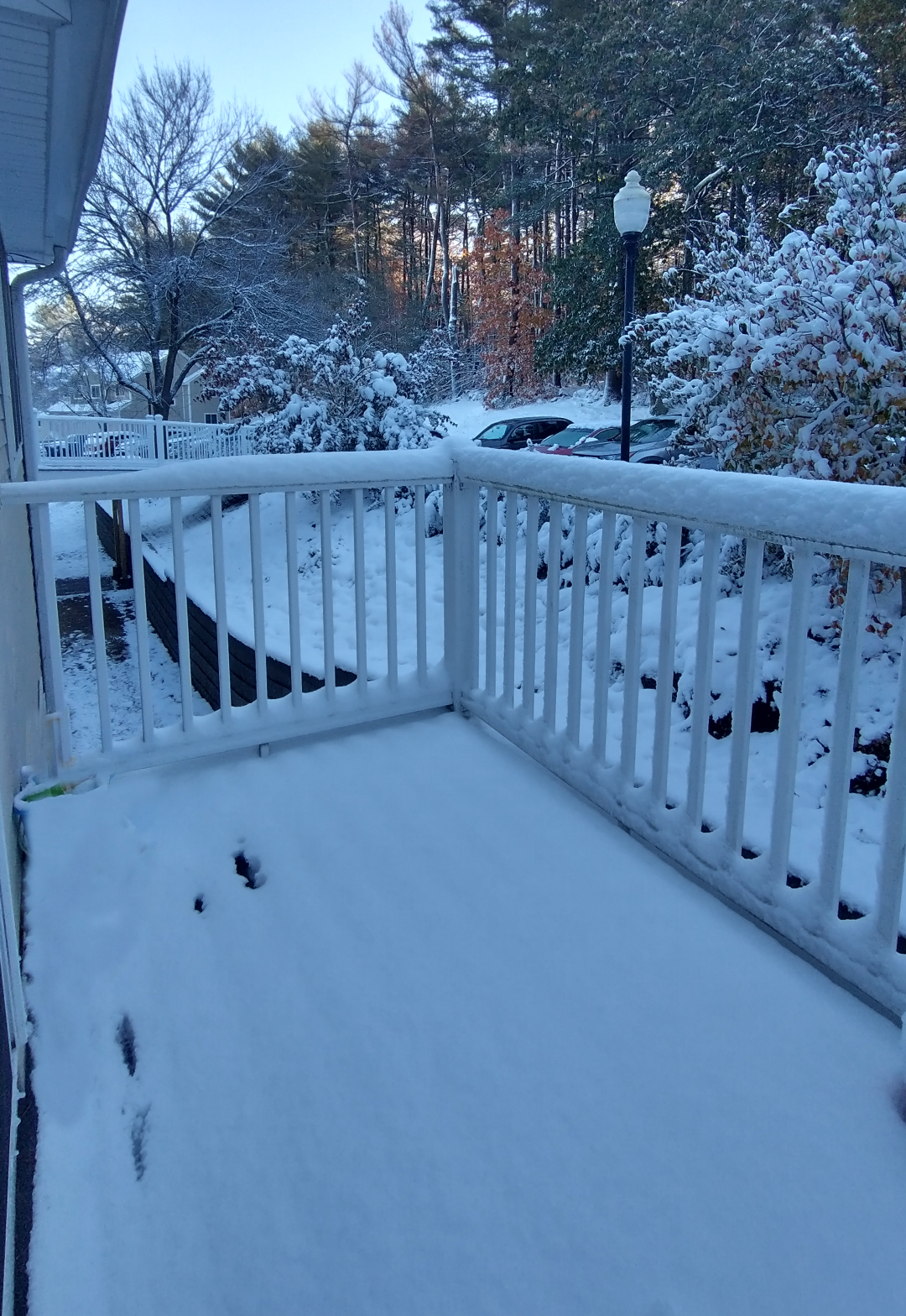
A neve cobriu Lexington, MA após o ciclone pós-tropical Zeta passar pela área

Avisos de tempestade tropical foram emitidos no interior para as Carolinas e Virgínia em 28 de outubro, com a possibilidade de ventos com força de tempestade tropical nessas áreas.
Depois que a tempestade passou para o mar, a ameaça de rajadas de neve e outro clima invernal na Nova Inglaterra motivou alertas de clima de inverno para grande parte do interior da Nova Inglaterra em 30 de outubro. Os residentes da área foram avisados sobre estradas escorregadias e condições de direção inadequadas com o clima invernal.

## Impacto

### Ilhas Cayman e Jamaica
Um homem e a sua filha foram mortos na Jamaica depois que um deslizamento de terra atingiu a casa da família em 24 de outubro. O deslizamento foi devido a fortes chuvas provavelmente do precursor do Zeta. O precursor do Zeta causou J $ 2 bilhões em danos ($ 13,7 milhões de dólares).

### México
Ramos de árvores estavam espalhados pelas ruas inundadas em Playa del Carmen, Quintana Roo, perto de onde Zeta aterrissou. No entanto, o governador de Quintana Roo, Carlos Joaquin, afirmou no Twitter que nenhum dano ou vítima maior foi relatado no estado. Ele também permitiu que aeroportos e empresas reabrissem poucas horas após o desembarque, mas forçou as praias a permanecerem fechadas até que as ondas se acalmassem.

### Estados Unidos
Vários avisos de tornado foram emitidos na Luisiana, Mississippi, Alabama e Flórida.
Ventos com força de tempestade tropical prolongada começaram a se espalhar na costa sudeste da Luisiana por volta das 18:00 UTC em 28 de outubro. Um vento sustentado de 72 km/h (45 mph) foi relatado na Baía de Caillou. Logo após um landfall, uma estação meteorológica pessoal em Golden Meadow relatou ventos de 134 km/h (83 mph) com uma rajada de 169 km/h (105 mph), enquanto outra estação meteorológica não oficial nas proximidades relatou ventos sustentados de 151 km/h (94 mph) e uma rajada de 180 km/h (110 mph). Além disso, uma rajada de vento para 84 km/h (52 mph) foi relatado em Houma e uma rajada de vento para 85 km/h (53 mph) foi relatado no aeroporto de Nova Orleans Lakefront. Uma estação WeatherFlow em Harahan relatou ventos sustentados de 90 km/h (56 mph) e uma rajada de 121 km/h (75 mph) enquanto uma estação elevada em Bayou Bienvenue sul-sudeste de Nova Orleans relatou ventos sustentados de 142 km/h (88 mph) e uma rajada de 180 km/h (112 mph). Shell Beach relatou ventos sustentados de 130 km/h (81 mph) com uma rajada de 163 km/h (101 mph).
Um posto de gasolina foi danificado em Grand Isle e uma árvore caiu em uma casa em Chauvin. Numerosas linhas de serviços públicos foram derrubadas em Houma e a tempestade inundou LA 1 em Golden Meadow, ao mesmo tempo que deixou um barco sobre ele.  O olho do Zeta moveu-se diretamente sobre Nova Orleans, onde os ventos sopraram para 151 km/h (94 mph), uma grande árvore foi quebrada em Bayou St. John, e uma árvore foi derrubada em um carro no Garden District. O aeroporto registrou uma pressão de 973 mb conforme o olho se movia acima. Uma pessoa foi hospitalizada após o desabamento de um telhado de um prédio na cidade, e outra pessoa também foi morta devido à eletrocussão de linhas de energia derrubadas.

#### Mississippi
No início de 28 de outubro, um provável tornado danificou árvores e linhas de energia no norte do condado de Harrison. Um tornado EF1 perto de Brooksville também danificou vários edifícios. Uma estação do Serviço Oceânico Nacional em Waveland relatou ventos sustentados de 130 km/h (80 mph) e uma rajada de vento de 167 km/h (104 mph), bem como 2.49 m (8.16 ft) da onda de tempestade. A tempestade inundou o estacionamento do Golden Nugget Casino, deixando vários carros na água. Várias estações nas proximidades de Gulfport e Biloxi relataram rajadas de vento de 121–161 km/h (75–100 mph).  Noroeste de Dixie, uma rajada de vento de 90 km/h (56 mph) foi registrado, enquanto um 93 km/h (58 mph) rajada foi registrada a nordeste da cidade.
Árvores foram derrubadas no lado leste do Condado de Marion, enquanto mais árvores e linhas de energia foram derrubadas no Condado de Lamar, ao sul da Rota 98 dos EUA. Ao sul de Purvis, uma árvore caiu em uma casa, causando um possível vazamento de gás. Uma casa móvel a leste-sudeste de Maxie sofreu danos no telhado. Uma morte foi registrada em Biloxi quando uma pessoa foi encontrada morta na Marina Broadwater, no entanto, a causa da morte permanece desconhecida.

#### Alabama
Ventos fortes impactaram Mobile, que ainda estava se recuperando do furacão Sally do mês anterior. O Aeroporto Regional de Mobile relatou ventos sustentados de 77 km/h (48 mph) e uma rajada de vento de 146 km/h (91 mph). Uma observação no USS Alabama relatou ventos sustentados de 103 km/h (64 mph) enquanto uma observação no Buccaneer Yacht Club relatou uma rajada de vento de 97 km/h (60 mph). Uma observação em Evergreen  relatou ventos sustentados de 66 km/h (41 mph) e uma rajada de vento de 109 km/h (68 mph) e uma pressão mínima de 988 mb foi relatado no Aeroporto Municipal de Demopolis quando Zeta passava nas proximidades. Uma estação do Serviço Oceânico Nacional na ponte Bayou La Batre relatou 2.10 m (6.89 ft) da onda de tempestade também. Uma observação em Wetumpka relatou ventos sustentados de 44 mph (71 km/h). Uma pessoa morreu quando uma árvore caiu em uma casa móvel na zona rural de Clarke County.

#### Em outros lugares
Depois de colidir com a tempestade de inverno localizada nas planícies do sul, Zeta causou danos generalizados pelo vento em todo o resto do sudeste dos Estados Unidos. Uma rajada de vento de 52 mph (84 km/h) foi observada em Pensacola, Flórida. Zeta cruzou o norte da Geórgia começando às 05:00 UTC em 29 de outubro, causando grandes impactos, especialmente na região metropolitana de Atlanta. A rajada de vento foi registrada em até 97 km/h (60 mph) na fronteira Geórgia / Alabama, perto de Piedmont, Alabama. Em Acworth, Geórgia, um grande carvalho foi arrancado e caiu em uma casa móvel, matando um homem. Dois outros adultos e uma criança estavam em casa no momento do incidente, mas não ficaram feridos. Duas outras pessoas em Buford, Geórgia, também morreram devido à queda de uma árvore em sua casa. Quase um milhão de pessoas na região metropolitana de Atlanta ficaram sem energia na manhã seguinte à tempestade. Milhares de pessoas na região metropolitana de Atlanta ainda estavam sem energia quatro dias após a tempestade, além de pelo menos um local de votação que seria usado para as eleições de 2020, resultando em uma mudança de emergência nesses locais.
Na Carolina do Norte, ventos com força constante de tempestade tropical se espalharam por todo o estado. Um vento sustentado de 66 km/h (41 mph) e uma rajada de 132 km/h (82 mph) foi relatado nos caixas enquanto um vento sustentado de 61 km/h (38 mph) e uma rajada de 82 km/h (51 mph) foram relatados no Aeroporto Internacional Greensboro Piedmont Triad. Um vento sustentado de 82 km/h (51 mph) e uma rajada de 116 km/h (72 mph) também foi relatado em uma estação em Conway, a leste de Roanoke Rapids. Enquanto a tempestade se aproximava da costa, um vento constante de 63 km/h (39 mph) e uma rajada de 74 km/h (46 mph) foi relatado em Ocean City, Maryland.
Em partes do sul da Nova Inglaterra e no interior do estado de Nova York, os resquícios do ciclone pós-tropical Zeta trouxeram neve acumulada para a região, após interagir com uma frente fria também em movimento. A maior quantidade de acumulo foi de 17 cm (6.5 in) de neve registrada em Grafton, Massachusetts. Essa tempestade de neve no início da temporada resultou na queda de alguns galhos de árvores na região. A tempestade de neve também causou superfícies escorregadias nas estradas, causando vários acidentes, alguns graves, no estado de Massachusetts.

### Reino Unido
Os restos do furacão Zeta cruzaram o Reino Unido em 1-2 Novembro, menos de um dia após a tempestade Aiden ter impactado o país. Devido ao risco de mais chuvas fortes em áreas anteriormente afetadas por Aiden, a Agência Ambiental emitiu mais de 40 alertas de inundação antes da chegada dos remanescentes de Zeta. Zeta foi reintensificado em um ciclone extratropical com força de furacão enquanto centrado na costa oeste da Escócia em 1 Novembro. Chuvas fortes fizeram com que o River Wharfe estourasse suas margens em West Yorkshire, inundando propriedades na cidade de Otley ao atingir o pico de 3,5 metros (11 pé) superior à média.
Zeta foi responsável por inundações no norte do País de Gales, após trazer chuvas intensas e prolongadas para a região. O vilarejo de Dolgarrog sofreu grandes danos depois que uma enchente inundou todo o vilarejo, incluindo a estação ferroviária de Dolgarrog, causando a suspensão dos serviços ao longo da linha do Vale Conwy. Em Betws-y-Coed, a estrada A5 foi fechada; o Bypass Dolgellau próximo também foi fechado devido a inundações.  Vários rios estouraram suas margens, incluindo o rio Dee, causando danos em Bangor-on-Dee, Corwen, Llangollen e Wrexham. Em Trefriw, policiais da Polícia do Norte do País de Gales resgataram vários moradores de casas inundadas durante a noite.
Os ventos fortes também causaram interrupções no transporte. Ao longo da estrada A55 no norte do País de Gales, as restrições de velocidade estavam em vigor na Ponte Britannia e ao redor do Túnel Conwy, enquanto a Ponte Dyfi na A487 foi fechada. O A525 foi bloqueado por árvores caídas. A rodovia M62 foi fechada entre Leeds e Manchester depois que ventos fortes causaram a capotagem de um caminhão, caindo em cima de uma van na pista seguinte. No aeroporto de Birmingham, ventos fortes dificultaram a chegada das aeronaves.